# Igor Bakić

## [1]Igor Bakić
Igor Bakić (rođen 16. marta 1984. u Beranama, Crna Gora) je bivši crnogorski rukometaš koji je nastupao na poziciji desnog beka. Tokom svoje profesionalne karijere igrao je za klubove u Crnoj Gori, Srbiji, Grčkoj, Španiji, Libanu i Saudijskoj Arabiji. Bio je i reprezentativac Crne Gore u periodu od 2008. do 2011. godine.

## [2]Karijera

### [3]Klupska karijera
Bakić je rukometnu karijeru započeo u omladinskim selekcijama RK Budućnosti iz Podgorice, gdje je igrao od 1998. do 2002. godine. Sezonu 2002/03 proveo je u Mornaru iz Bara, nakon čega je nastavio karijeru u Srbiji.
Od 2003. do 2004. godine nastupao je za RK Planinka Kuršumlija, a zatim za ORK Niš od 2004. do 2006. godine. U sezoni 2006/07 potpisao je za RK Jugović Kać, člana Superlige Srbije.
Svoju internacionalnu karijeru započeo je 2007. godine prelaskom u PAOK Thessaloniki iz Grčke, gdje je igrao u evropskom Challenge Cupu.
Godine 2008. vratio se u Crnu Goru i potpisao za HC Budućnost Podgorica, s kojim je nastupao u Challenge Cupu, EHF Kupu i EHF Ligi šampiona. Za Budućnost je, između ostalog, postigao 45 golova u Challenge Cupu 2008/09, 7 golova u EHF Kupu i 17 golova u Ligi šampiona 2009/10.
U sezoni 2010/11 igrao je za špansku BM Antequeru u najvišem rangu rukometnog prvenstva Španije – Liga ASOBAL.
Od 2011. do 2013. godine igrao je za Al-Sadaka iz Bejruta u Libanu.
Nakon toga je karijeru nastavio u Saudijskoj Arabiji, gdje je ostvario zapažene rezultate:
- Al Safa (2013–2014),
- Al Noor (2014–2015) – **osvojio prvenstvo i Kup Saudijske Arabije**,
- Al Khaleej (2015–2016) – **osvojio Kraljev Kup**.

### [8]Reprezentacija
Bakić je bio član seniorske reprezentacije Crne Gore od 2008. do 2011. godine.

## Statistika u evropskim takmičenjima
| Takmičenje    | Klub              | Sezona  | Golova |
| ------------- | ----------------- | ------- | ------ |
| Challenge Cup | PAOK Thessaloniki | 2007/08 | 2      |
| Challenge Cup | HC Budućnost      | 2008/09 | 45     |
| EHF Kup       | HC Budućnost      | 2009/10 | 7      |
| Liga šampiona | HC Budućnost      | 2009/10 | 17     |

## Osvojeni trofeji
- Prvak Crne Gore – Budućnost Podgorica (2008/09 i 2009/10)
- Statistički lider Challenge Cupa – 45 golova u sezoni 2008/09
- Prvak Saudijske Arabije – Al Noor (2014/15)
- Kup Saudijske Arabije – Al Noor (2014/15)
- Kraljev Kup Saudijske Arabije – Al Khaleej (2015/16)

## Spoljašnje veze
- Eurohandball.com
- Handball World News

## Kategorije
1. ↑  „European Handball Federation - Igor Bakic / Player”. history.eurohandball.com (на језику: енглески). Приступљено 2025-06-26.
2. ↑  Ognjen (2015-05-16). „Igor Bakić uzeo titulu u Saudijskoj Arabiji, pravdu dijelili Crnogorci”. Reprezentacija.me (на језику: енглески). Приступљено 2025-06-26.
3. ↑  „IGOR BAKIC SE INCORPORA AL E-GIM BM. ANTEQUERA - News”. Liga Plenitude (на језику: енглески). 2010-07-13. Приступљено 2025-06-26.
4. ↑  RK Budućnost Podgorica (на језику: енглески), 2025-05-31, Приступљено 2025-06-27
5. ↑  BM Antequera (на језику: енглески), 2025-03-06, Приступљено 2025-06-27
6. ↑  Ognjen (2015-11-03). „Igor Bakić potpisao ugovor sa Al Kalejem”. Reprezentacija.me (на језику: енглески). Приступљено 2025-06-27.
7. ↑  „Al Kalej novi klub Igora Bakića”. old.dan.co.me. Приступљено 2025-06-27.
8. ↑  Рукометна репрезентација Црне Горе (на језику: српски), 2024-11-23, Приступљено 2025-06-26